# Aptychotrema timorensis
Aptychotrema timorensis är en rockeart som beskrevs av Last 2004. Aptychotrema timorensis ingår i släktet Aptychotrema och familjen Rhinobatidae. IUCN kategoriserar arten globalt som sårbar. Inga underarter finns listade i Catalogue of Life.